# Phare de l'île Rasa
Le Phare de l'île Rasa (en portugais : Farol da Ilha Rasa) est un phare situé au sud de l'île de Rasa, à 10 km au large de la Baie de Guanabara à Rio de Janeiro, dans l'État de Rio de Janeiro - (Brésil).
Ce phare est la propriété de la Marine brésilienne et il est géré par le Centro de Sinalização Náutica e Reparos Almirante Moraes Rego (CAMR) au sein de la Direction de l'Hydrographie et de la Navigation (DHN).

## Histoire
Avant la construction du phare, un feu était allumé tous les soirs au sommet de l'île Rasa pour signaler l'entrée du port de Rio de Janeiro. Le roi João VI a décidé la construction du phare sur l'île et les travaux ont débuté en 1819 en employant des prisonniers sous la supervision de l'ingénieur João de Souza Pacheco Leitão. La tour a été achevée en 1825, mais son inauguration a été reportée lorsque les pirates argentins ont attaqué le navire transportant les instruments optiques de France où ils ont été construits.
Le phare fut mis en service le 31 juillet 1829. C'est un bâtiment carré en pierre de 3 étages surmonté d'une tour cylindrique avec galerie et lanterne. La tour, peinte en blanc avec une garniture marron, mesure 26 m et les murs ont une épaisseur de 1,3 m. La lanterne était équipée d'un système catoptrique de 1er ordre et de trois réflecteurs paraboliques éclairés par 21 lampes à huile de colza. Le 2 décembre 1883 il a été équipé d'une nouvelle lentille Doppler de 1er ordre, fabriquée par la société française Lepaute, Sautter & Lemonnier.
La lanterne est actuellement équipée d'une lentille de Fresnel mesoradiale construite en 1909 par la société française Barbier, Bénard et Turenne (BBT), la seconde équipe le phare des Abrolhos. Depuis 1951, le phare fonctionne avec l'énergie électrique fournie par les moteurs diesel. Le phare émet alternativement deux flashs blancs et un flash rouge toutes les 15 secondes. Le feu blanc à une portée de 51 milles nautiques (environ 94 km) et le feu rouge 45 milles nautiques (environ 83 km). Il est l'un des phares les plus puissants au monde, dépassé maintenant par la portée du phare de Tetouan (Aérodrome de Tétouan - Sania R'mel) au Maroc, avec une portée de 54 milles nautiques.
Il est aussi équipé d'une station DGPS et d'une NDB d'aide à la navigation aérienne et maritime.
Identifiant : ARLHS : BRA047 ; BR2420 - Amirauté : G0360 - NGA :18372 .

## Caractéristique dufeu maritime
- Fréquence sur 15 secondes : (W-W-R)
  - Lumière : 0.5 seconde
  - Obscurité : 4.5 secondes

### Lien connexe
- Liste des phares du Brésil